# Dystopia (album Megadeth)
Dystopia – piętnasty album studyjny amerykańskiego zespołu muzycznego Megadeth. Wydawnictwo ukazało się 22 stycznia 2016 roku nakładem wytwórni muzycznej Tradecraft/Universal. Był to pierwszy album formacji zarejestrowany z udziałem brazylijskiego gitarzysty Kiko Loureiro oraz jedyny z perkusistą Chrisem Adlerem. Gościnnie w nagraniach wzięła udział jordańska wokalistka Farah Siraj, która zaśpiewała w utworach „The Threat Is Real” i „Poisonous Shadows”.
Płyta dotarła do 3. miejsca listy Billboard 200 w Stanach Zjednoczonych sprzedając się w nakładzie 49 tys. egzemplarzy w przeciągu tygodnia od dnia premiery.
Tytułowy utwór 12 lutego 2017 roku zdobył dla zespołu pierwszą statuetkę Grammy (w kategorii Best Metal Performance) podczas 59 gali Grammy Awards - miało to miejsce po jedenastu nieudanych nominacjach muzyków.

## Lista utworów
Opracowano na podstawie materiału źródłowego.
| Edycja podstawowa | Edycja podstawowa                        | Edycja podstawowa            | Edycja podstawowa |
| Nr                | Tytuł utworu                             | Autorzy                      | Długość           |
| ----------------- | ---------------------------------------- | ---------------------------- | ----------------- |
| 1.                | „The Threat Is Real”                     | Dave Mustaine                | 4:22              |
| 2.                | „Dystopia”                               | Dave Mustaine                | 5:00              |
| 3.                | „Fatal Illusion”                         | Dave Mustaine                | 4:16              |
| 4.                | „Death from Within”                      | Dave Mustaine                | 4:48              |
| 5.                | „Bullet to the Brain”                    | Dave Mustaine                | 4:29              |
| 6.                | „Post American World”                    | Dave Mustaine, Kiko Loureiro | 4:25              |
| 7.                | „Poisonous Shadows”                      | Dave Mustaine, Kiko Loureiro | 6:02              |
| 8.                | „Conquer or Die!” (utwór instrumentalny) | Dave Mustaine, Kiko Loureiro | 3:33              |
| 9.                | „Lying in State”                         | Dave Mustaine                | 3:34              |
| 10.               | „The Emperor”                            | Dave Mustaine                | 3:54              |
| 11.               | „Foreign Policy” (cover Fear)            | Lee Ving                     | 2:28              |
|                   |                                          |                              | 46:51             |

| Edycja japońska | Edycja japońska                          | Edycja japońska              | Edycja japońska |
| Nr              | Tytuł utworu                             | Autorzy                      | Długość         |
| --------------- | ---------------------------------------- | ---------------------------- | --------------- |
| 1.              | „The Threat Is Real”                     | Dave Mustaine                | 4:22            |
| 2.              | „Dystopia”                               | Dave Mustaine                | 5:00            |
| 3.              | „Fatal Illusion”                         | Dave Mustaine                | 4:16            |
| 4.              | „Death from Within”                      | Dave Mustaine                | 4:48            |
| 5.              | „Bullet to the Brain”                    | Dave Mustaine                | 4:29            |
| 6.              | „Post American World”                    | Dave Mustaine, Kiko Loureiro | 4:25            |
| 7.              | „Poisonous Shadows”                      | Dave Mustaine, Kiko Loureiro | 6:02            |
| 8.              | „Conquer or Die!” (utwór instrumentalny) | Dave Mustaine, Kiko Loureiro | 3:33            |
| 9.              | „Lying in State”                         | Dave Mustaine                | 3:34            |
| 10.             | „The Emperor”                            | Dave Mustaine                | 3:54            |
| 11.             | „Foreign Policy” (cover Fear)            | Lee Ving                     | 2:28            |
| 12.             | „Me Hate You”                            | Dave Mustaine                | 3:44            |
|                 |                                          |                              | 50:35           |

| Edycja Spotify | Edycja Spotify                           | Edycja Spotify               | Edycja Spotify |
| Nr             | Tytuł utworu                             | Autorzy                      | Długość        |
| -------------- | ---------------------------------------- | ---------------------------- | -------------- |
| 1.             | „The Threat Is Real”                     | Dave Mustaine                | 4:22           |
| 2.             | „Dystopia”                               | Dave Mustaine                | 5:00           |
| 3.             | „Fatal Illusion”                         | Dave Mustaine                | 4:16           |
| 4.             | „Death from Within”                      | Dave Mustaine                | 4:48           |
| 5.             | „Bullet to the Brain”                    | Dave Mustaine                | 4:29           |
| 6.             | „Post American World”                    | Dave Mustaine, Kiko Loureiro | 4:25           |
| 7.             | „Poisonous Shadows”                      | Dave Mustaine, Kiko Loureiro | 6:02           |
| 8.             | „Conquer or Die!” (utwór instrumentalny) | Dave Mustaine, Kiko Loureiro | 3:33           |
| 9.             | „Lying in State”                         | Dave Mustaine                | 3:34           |
| 10.            | „The Emperor”                            | Dave Mustaine                | 3:54           |
| 11.            | „Foreign Policy” (cover Fear)            | Lee Ving                     | 2:28           |
| 12.            | „Melt the Ice Away” (cover Budgie)       | Tony Bourge, Burke Shelley   | 3:28           |
|                |                                          |                              | 50:19          |

| Edycja iTunes | Edycja iTunes                            | Edycja iTunes                | Edycja iTunes |
| Nr            | Tytuł utworu                             | Autorzy                      | Długość       |
| ------------- | ---------------------------------------- | ---------------------------- | ------------- |
| 1.            | „The Threat Is Real”                     | Dave Mustaine                | 4:22          |
| 2.            | „Dystopia”                               | Dave Mustaine                | 5:00          |
| 3.            | „Fatal Illusion”                         | Dave Mustaine                | 4:16          |
| 4.            | „Death from Within”                      | Dave Mustaine                | 4:48          |
| 5.            | „Bullet to the Brain”                    | Dave Mustaine                | 4:29          |
| 6.            | „Post American World”                    | Dave Mustaine, Kiko Loureiro | 4:25          |
| 7.            | „Poisonous Shadows”                      | Dave Mustaine, Kiko Loureiro | 6:02          |
| 8.            | „Look Who's Talking”                     | Dave Mustaine                | 4:14          |
| 9.            | „Conquer or Die!” (utwór instrumentalny) | Dave Mustaine, Kiko Loureiro | 3:33          |
| 10.           | „Lying in State”                         | Dave Mustaine                | 3:34          |
| 11.           | „The Emperor”                            | Dave Mustaine                | 3:54          |
| 12.           | „Last Dying Wish”                        | Dave Mustaine                | 3:49          |
| 13.           | „Foreign Policy” (cover Fear)            | Lee Ving                     | 2:28          |
|               |                                          |                              | 54:54         |

## Twórcy
Opracowano na podstawie materiału źródłowego.
| Zespół Megadeth w składzie - Dave Mustaine – wokal prowadzący, gitara elektryczna, gitara akustyczna, produkcja muzyczna - David Ellefson – gitara basowa, wokal wspierający - Kiko Loureiro – gitara elektryczna, gitara akustyczna, wokal wspierający, fortepian Dodatkowi muzycy - Chris Adler – perkusja - Blair Masters – instrumenty klawiszowe, programowanie - Eric Darken – instrumenty perkusyjne - Chris Rodriguez – wokal wspierający - Farah Siraj – wokal - Miles Doleac – narrator |  | Inni - Jeff Balding – produkcja muzyczna - Cameron Webb – przedprodukcja muzyczna - Chris Rakestraw – produkcja muzyczna, inżynieria dźwięku - Charlie Judge – orkiestracja, aranżacja - Ted Jensen – mastering - Josh Wilbur – miksowanie - Michael Bryan, Brent Elliot White – oprawa graficzna - Josh Graham – oprawa graficzna, zdjęcia - Chapman Baehler – zdjęcia |